# Otto von Recum

Otto Freiherr von Recum als Rittmeister 1871

Otto Freiherr von Recum (* 3. November 1821 in Mannheim; † 7. März 1885 in Braunschweig) war ein Gutsbesitzer, Abgeordneter des Provinziallandtags der Rheinprovinz und Offizier, zuletzt im Range eines Rittmeisters.

## Leben

### Herkunft

Otto Freiherr von Recum 1884

Otto war Angehöriger des Adelsgeschlechts Freiherr von Recum. Seine Eltern waren der Erbherr auf der Kauzenburg etc. mit dem Bangert bei Kreuznach Andreas Freiherr von Recum (1765–1828)

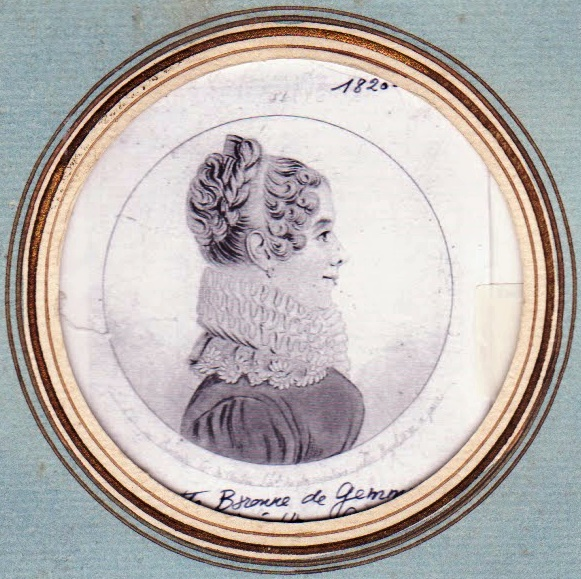
Jeanette Freifrau von Recum 1820

und dessen zweite Ehefrau Johanna (Jeannette) Freiin von Gemmingen-Hornberg (1791–1821).

### Werdegang
Recum besuchte die Gymnasien in Kreuznach, Mannheim und Koblenz (Abitur 1839) und studierte Rechtswissenschaften in Bonn, Heidelberg und Berlin. Als Student wurde er Mitglied der Corps Palatia Bonn und Guestphalia Heidelberg. 1842 bestand er die Prüfung zum Auskultator am Landgericht Koblenz. Ab 1843 war er in Düsseldorf tätig, 1845 hielt er sich wieder in Koblenz auf. Später lebte er auf seinem Rittergut, in dieser Zeit muss er seine Wehrpflicht als Einjährig-Freiwilliger beim 9. Husaren-Regiment abgeleistet haben, denn er erscheint zum ersten Mal in der Rangliste von 1847 im Landwehr Bataillon Simmern als Secondelieutnant (Patent 12. Oktober 1846). Von 1854 bis 1860 war er stellvertretender, dann 1862 und 1865 ordentlicher Abgeordneter des Provinziallandtags der Rheinprovinz für den 2. Stand (Regierungsbezirk Koblenz-Trier-Köln). Von 1870 bis 1870 war er erneut stellvertretender Abgeordneter.

Therese Freifrau von Recum 1860

Am 20. November 1860 heiratete er in Frankfurt am Main Therese Nilkens (* 10. November 1844 in Koblenz; † 17. Juli 1889 in Nizza), Tochter des Weingutsbesitzers und Weinhändlers Johann Jakob Nilkens (1784–1857) und Susanna Whitaker (1813–1871), mit welcher er fünf Kinder hatte, Rudolf (1861–1944) GenMaj a. D., Susanna (1862–1887), Alfred (1865–1870), Alexander (1869–1870) und Maximilian (1872–1887). Otto wurde auf dem Hauptfriedhof in Bad Kreuznach in der Familiengruft beigesetzt.
Recum hatte am Deutsch-Französischen Krieg 1870/71 als Rittmeister (Patent 5. März 1871) teilgenommen, am 2. Januar 1872 nahm er seinen Abschied mit dem Kreuz der Landwehrdienstauszeichnung I. Klasse gem. Ranglisten von 1871 und 1872. In den ersten Jahren war er noch ohne Freiherrentitel aufgeführt, da Preußen den bayerischen Freiherrenstand ca. 40 Jahre nicht anerkannte. Die preußische Anerkennung des Freiherrenstandes datiert vom 30. November 1829. Er war Mitglied im Kunst-Verein für die Rheinlande und Westfalen.
Otto, später Otto und Therese führten im Bangert „ein großes Haus“ zu Ehren der vielen – teilweise hochgestellten – Kurgäste in Kreuznach, wovon Fotoalben und Gästebücher im Recum-Archiv (I) dort zeugen. Otto verkaufte das Rittergut Bangert am 3. Oktober 1881 an den Geheimen Kommerzienrat Carl Puricelli für dessen Sohn Heinrich und lebte bis zu seinem Tode in Freiburg im Breisgau.

## Wappen

Wappen der Freiherren von Recum 1825

Wappen (1813): Geviert, 1 in Schwarz ein aufgeschlagenes goldenes Buch, 2 in Rot ein silberner Eichenzweig, 3 in Gold eine schreitende schwarze Eule, 4 in Blau auf silbernem Felsen eine silberne Burg mit Zinnenmauer u. gezinntem Turm; französische Baronskrone.
Wappen (1825): Schild wie 1813; auf dem Helm mit rot-goldenen Decken 3 schwarze Straußenfedern.